# Tasima Kózó
Tasima Kózó (Kumamoto, 1957. november 21. –) japán válogatott labdarúgó.

## Nemzeti válogatott
A japán válogatottban 7 mérkőzést játszott, melyeken 1 gólt szerzett.

## Statisztika
| Japán válogatott | Japán válogatott | Japán válogatott |
| Időszak          | Mérk.            | gól              |
| ---------------- | ---------------- | ---------------- |
| 1979             | 4                | 0                |
| 1980             | 3                | 1                |
| Összesen         | 7                | 1                |